# Zópiro, o Jovem
Zópiro (em grego antigo: Ζώπυρος) foi um príncipe aquemênida, filho de Megabizo e Amitis, filha do rei persa Xerxes I.
Ele e seu irmão, Artifios, aliaram-se ao pai quando ele se rebelou contra o rei persa Artaxerxes I por violar os termos que havia concedido aos cativos atenienses e egípcios; após vários encontros, eles se reconciliaram com o rei. Em 441 a.C. Zópiro desertou para Atenas, e um ano depois perdeu sua vida atingindo por uma pedra ao tentar capturar Cauno, uma cidade da Cária. Sua avó materna, a rainha-mãe Améstris, mandou crucificar Alcides, o habitante da cidade que havia matado seu neto.

## Literatura
- (em alemão) Rudolf Engel: Zopyros 2). In: Der Kleine Pauly (KlP). Vol. 5, Stuttgart 1975, col. 1560.